# カトリーヌ・ジョニオー
カトリーヌ・ジョニオー（Catherine Jauniaux）は、ベルギーのアヴァンギャルド・シンガー。彼女は「一人の女性オーケストラ (one-woman-orchestra)」、「人間サンプラー (human sampler)」、そして「即興音楽の世界で最もよく守られている秘密の1つ (one of the best kept secrets in the world of improvised music)」と評されている。ソロ・アルバム『Fluvial』（1983年）は、彼女の最も完成度の高い作品の1つと見なされている。彼女はアメリカの実験的チェロ奏者にして作曲家であった故トム・コラと結婚した。

## 略歴
カトリーヌ・ジョニオーは、15歳にしてベルギーで女優としてのキャリアを開始した。1970年代後半から1980年代初頭にかけて、アクサク・マブールやザ・ワークなど、いくつかのエクスペリメンタル・ロック・グループと歌った。1983年に彼女はロンドンでザ・ワークのティム・ホジキンソン（元ヘンリー・カウ）と組んで、彼女の最初のソロ・アルバム『Fluvial』を録音した。ジョニオーとホジキンソンは、アルバムのほとんどの曲を作成した。これらの曲は「現代アート・ソング、アフリカの歌、ネイティブ・アメリカンの伝説、エイリアンの保育園のリズム」の要素を含む「想像上の民謡」である。アルバムは、ジョニオーの声を中心に、ホジキンソン、ビル・ジローニス（ザ・ワーク）、リンジー・クーパー（元ヘンリー・カウ）、ジョージー・ボーン（元ヘンリー・カウ）によるインストゥルメンタルを加えている。オールミュージックは、このアルバムを「特に珍しい女性のボーカル・アートのファンに強くお勧めします」と評価した。
1990年代初頭、ジョニオーはニューヨークへ移り、ダウンタウンの音楽シーンに参加し、フレッド・フリス、トム・コラ、マーク・リボー、ジーナ・パーキンス、ブッチ・モリス、イクエ・モリなどの多くのミュージシャンと共演した。ジョニオーはイクエ・モリとヴィブラスラップス (Vibraslaps)というデュオを結成し、後にトム・コラと結婚した。1995年、ジョニオーとコラは南フランスに移り住み、ルイ・スクラヴィス、ハイナー・ゲッベルス、大友良英、クリスチャン・マークレーなど、さまざまなヨーロッパ等のミュージシャンと共演し続けた。コラは1998年に亡くなった。
ジョニオーはダンスや映画の分野のアーティストと定期的に協力し、1991年にフランクフルトにおいてハイナー・ゲッベルスのオペラ『Roemische Hunde』で歌った。彼女は現実と想像の両方の伝統音楽に触発されており、彼女のパフォーマンスは真剣さとユーモアをミックスしている。彼女はサウンド、感情、メロディ、抽象化を探求し、彼女のボーカルの即興演奏は「伝統的なフランスのシャンソン」から「息を呑むようなフォーク」、「ダダイスムのグロソラリア」まで多岐にわたる。

## ディスコグラフィ

### リーダー・アルバム
- Fluvial (1983年、Woof) ※with ティム・ホジキンソン
- Vibraslaps (1992年、RecRec Music) ※Vibraslaps名義。with イクエ・モリ
- Catherine Jauniaux - Hiromichi Sakamoto (2004年、Bab-Ili) ※with 坂本弘道
- While You Were Out (2009年、Kadima Collective) ※with ネッド・ローゼンバーグ、バール・フィリップス
- Birds Abide (2010年、Les Disques Victo) ※with バール・フィリップス、マルコム・ゴールドスタイン
- Mal Des Ardents / Pantonéon (2013年、Mikroton Recordings) ※with eRikm

### 参加バンド
アクサク・マブール
- 『頭痛の為の11のダンス療法』 - Onze Danses Pour Combattre la Migraine (1977年、Kamikaze)
- 『無頼の徒』 - Un Peu de L'âme des Bandies (1980年、Crammed Discs)

Des Airs
- Lunga Notte (1982年、Crammed Discs)

ザ・ワーク
- 『スロウ・クライムズ』 - Slow Crimes (1982年、Woof)
- The Worst of Everywhere (1983年、Woof) ※カセット

ザ・ハット・シューズ
- Differently Desperate (1991年、RecRec Music)
- Home (2002年、RecRec Music)

アンディ・ボール
- Ramshackle Pier (2004年、Ad Hoc)

ザ・ロウエスト・ノート
- WOOF 7 Inches  (2004年、Ad Hoc)